# Björkekärr

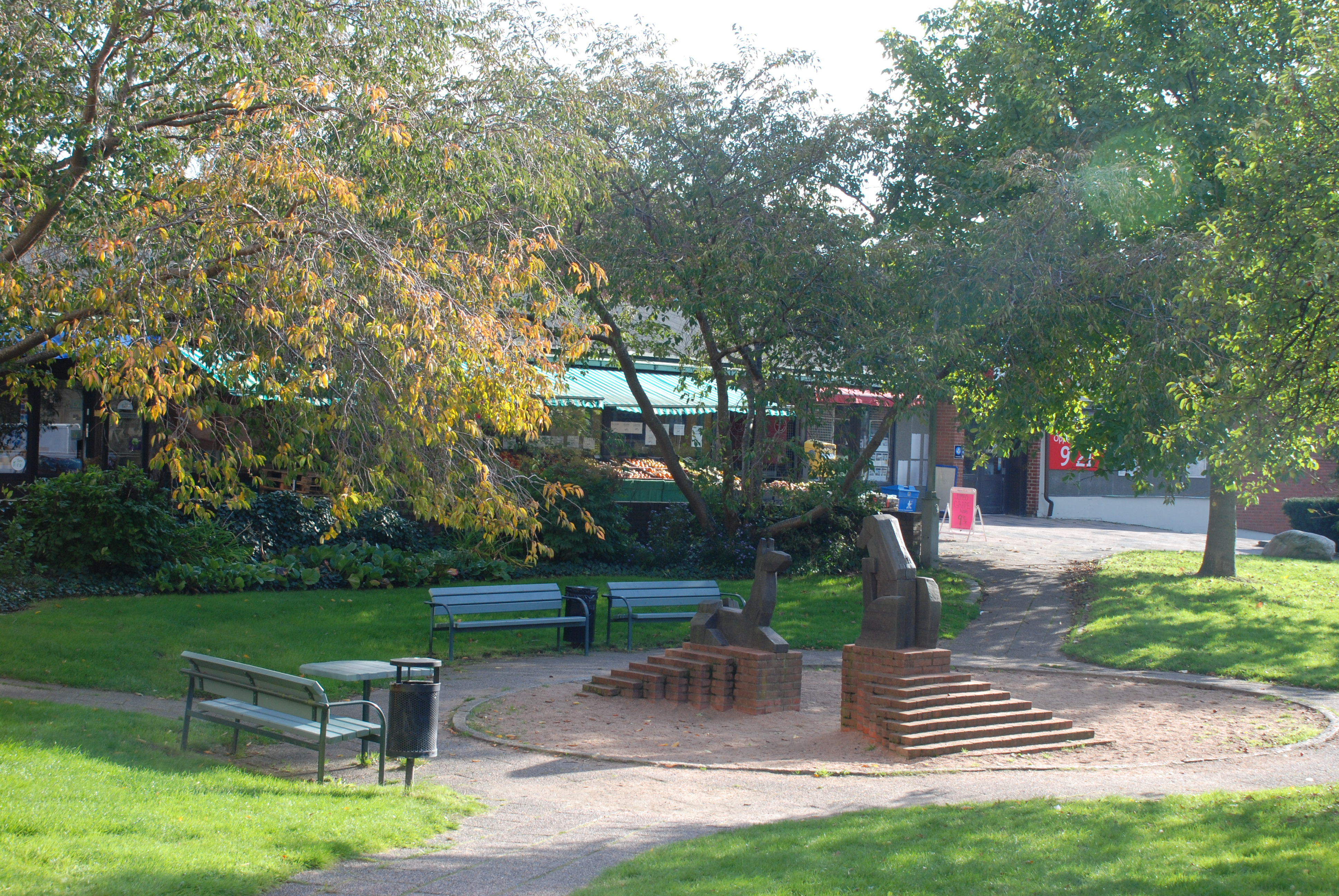
Stabbetorget är ett av torgen i området Björkekärr.

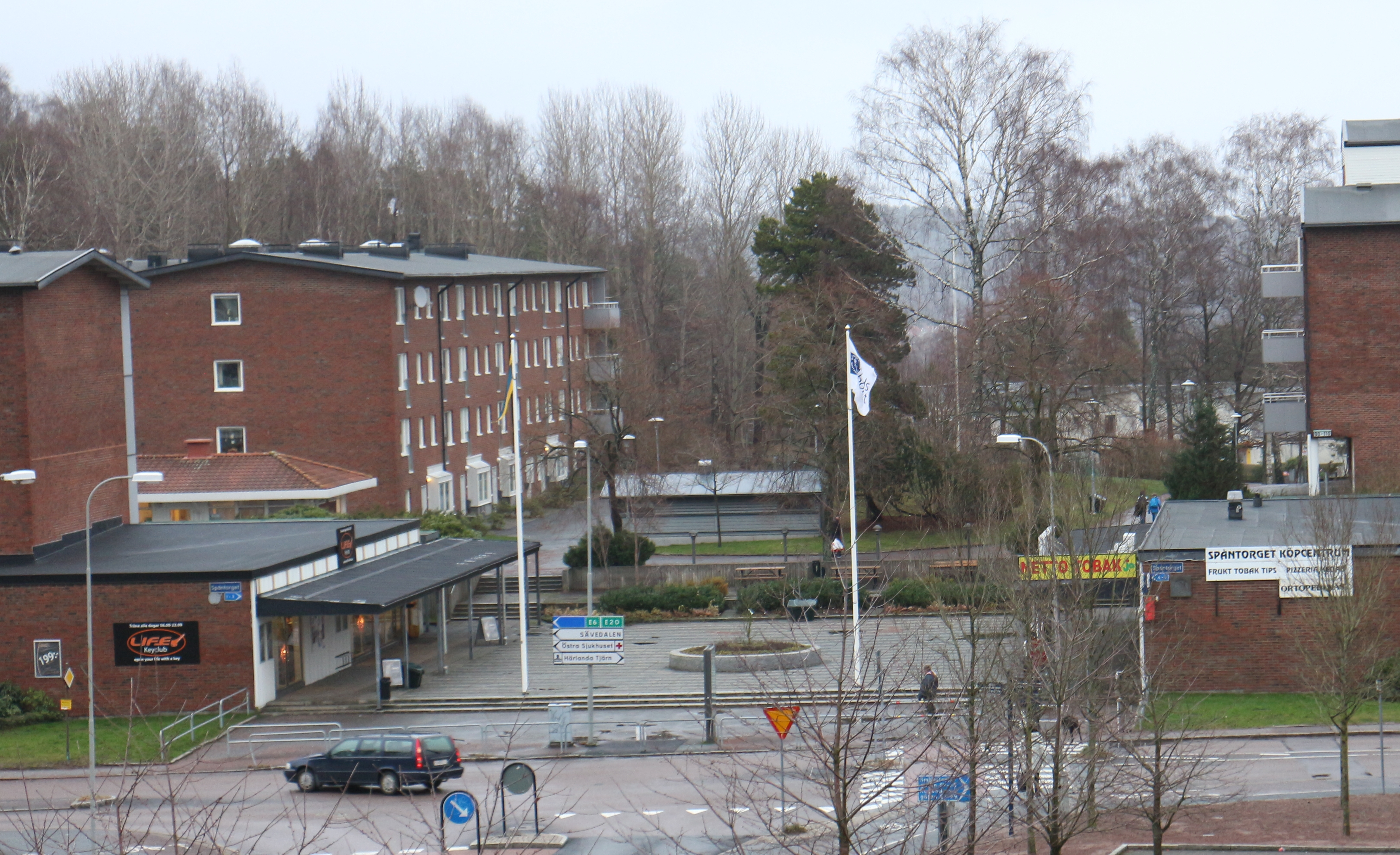
Spåntorget beläget intill Smörslottsgatan i området Björkekärr.

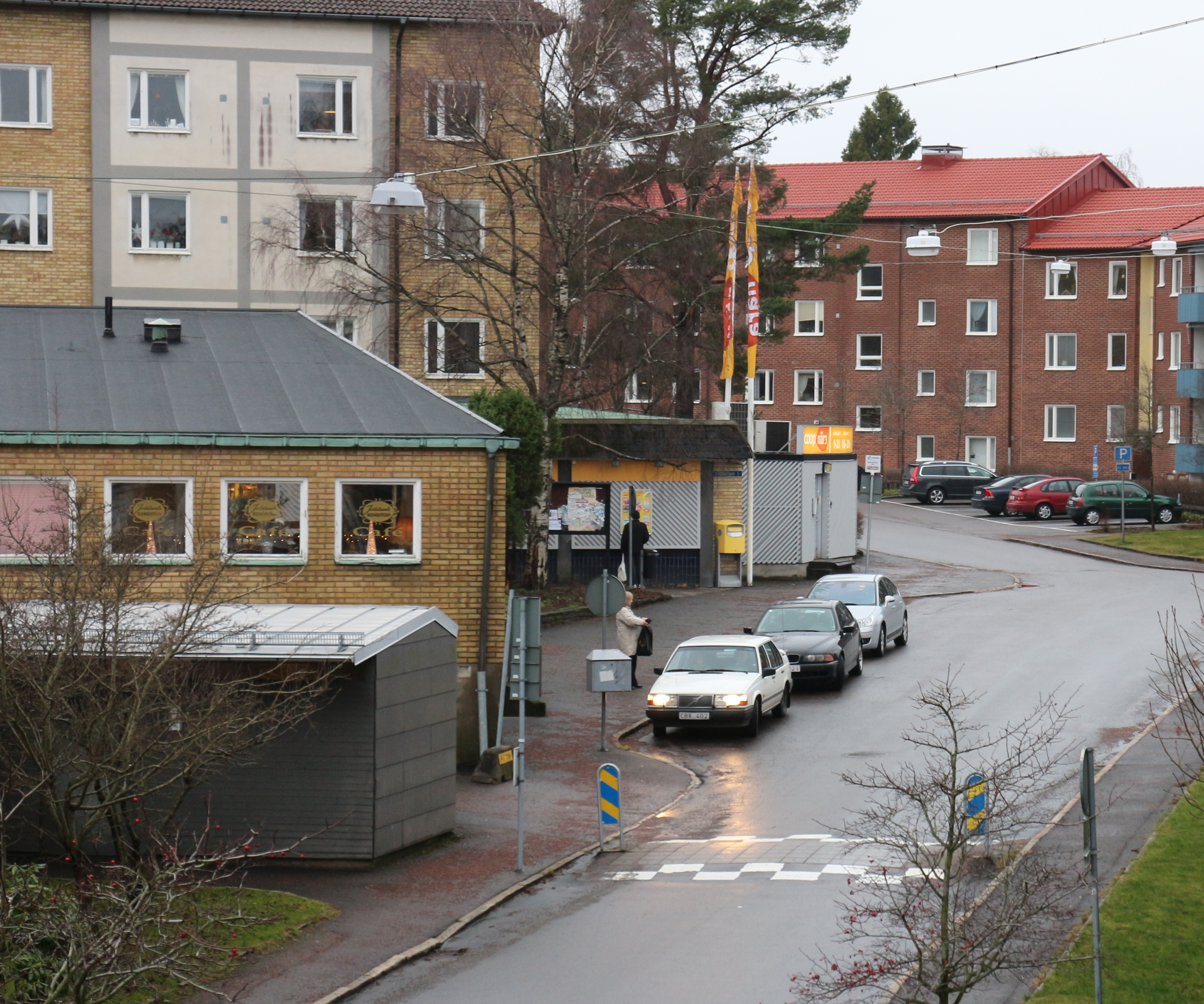
Trätorget inne på Träringen i området Björkekärr.

Björkekärr är ett primärområde i stadsområde Centrum i Göteborgs kommun och det ingår stadsdelen Sävenäs. Primärområdet motsvarar Björkekärrs församling. 
Björkekärr är beläget öster om Kålltorp, är granne med Delsjöområdets naturreservat och gränsar till Sävedalen i Partille kommun.

## Bebyggelse
Björkekärr var tidigare jordbruksmark och inkorporerades från Örgryte 1922. Området bebyggdes 1951-1957 med 3-4 våningars lamellhus, villor och radhus, totalt cirka 1 800 lägenheter. Åren 1959-1963 tillkom området Robertshöjd med omkring 1 000 lägenheter i 3-4-våningars lamellhus, villor och radhus.
Stabbetorget i Björkekärr stod klart 1954 och fick sitt namn efter den sågverksindustri (Säfveåns AB) som tidigare funnits på platsen. "Stabbe" är en virkesstapel i en brädgård. Torget har bland annat livsmedelsbutik, vårdcentral, pizzeria samt Björkekärrs kyrka. Andra torg i Björkekärr är Trätorget (1953) och Spåntorget (1960). Spåntorget fick sitt namn 1983 efter att tidigare haft adress Smörslottsgatan. Gatorna i området har liksom torgen namn knutna till sågverksamheten samt i fallet med Sörensens gata till grundaren av den.
Björkekärrs vattentorn ligger söder om Träringen. Det ritades av Jan Wallinder och stod färdigt 1969. Dess utseende påminner om en svamp.
Nu planeras även en omfattande tillbyggnad, som skulle innefatta flera hus över 8 våningar höga.

## Kommunikationer
Området trafikeras av stombusslinje 17 som går mellan Tuve och Östra sjukhuset.

## Nyckeltal

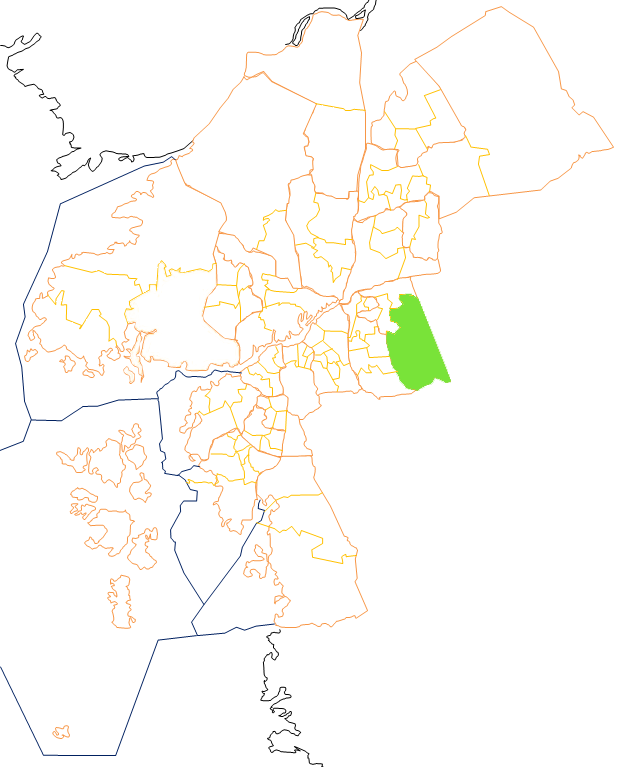
Björkekärr

Nyckeltalen redovisar statistik som beskriver Göteborg och dess 96 delområden, primärområden, per den 31 december och kan användas för att jämföra de olika områdena. Nedan redovisas uppgifter för primärområdet och jämförelse görs mot uppgifterna för hela kommunen.
|                                                           | Björkekärr | Hela Göteborg |
| --------------------------------------------------------- | ---------- | ------------- |
| Folkmängd                                                 | 8 898      | 587 549       |
| Befolkningsförändring 2020–2021                           | +362       | +4 493        |
| Andel födda i utlandet                                    | 19,5 %     | 28,3 %        |
| Andel utrikes födda eller med två utrikes födda föräldrar | 25,0 %     | 38,1 %        |
| Medelinkomst                                              | 326 800 kr | 332 400 kr    |
| Arbetslöshet                                              | 4,6 %      | 6,6 %         |
| Antal ersatta dagar från F-kassan per person (16-64 år)   | 19,9       | 19,5          |
| Andel med eftergymnasial utbildning (minst 3 år)          | 50,2 %     | 37,9 %        |
| Andel bostäder byggda 1951–1960                           | 41,5 %     |               |
| Andel bostäder i allmännyttan                             | 20,1 %     | 25,9 %        |
| Antal färdigställda bostäder 2021                         | 200        |               |
| Andel bostäder i småhus                                   | 14,1 %     | 18,3 %        |

## Stadsområdes- och stadsdelsnämndstillhörighet
Primärområdet tillhörde fram till årsskiftet 2020/2021 stadsdelsnämndsområdet Örgryte-Härlanda och ingår sedan den 1 januari 2021 i stadsområde Centrum.

## Kända personer från Björkekärr
- Per Fritzell, underhållare från After Shave, är uppväxt i Björkekärr. [8]
- Leif Pagrotsky, socialdemokratisk politiker, växte upp i närheten av Trätorget.
- Harald Treutiger, programledare, är uppväxt i Björkekärr och gick på Rosendalskolan vid Stabbetorget.
- Jakob Wegelius, författare, är uppväxt i Björkekärr. [9]